# Opeia
Opeia is een geslacht van rechtvleugeligen uit de familie veldsprinkhanen (Acrididae). De wetenschappelijke naam van dit geslacht is voor het eerst geldig gepubliceerd in 1897 door McNeill.

## Soorten
Het geslacht Opeia omvat de volgende soorten:
- Opeia atascosa Hebard, 1937
- Opeia obscura Thomas, 1872